# Noah Beery
Noah Nicholas Beery (Clay County, 17 januari 1882 – Beverly Hills, 1 april 1946) was een Amerikaanse acteur.

## Levensloop en carrière
Beery werd geboren in 1882 in Clay County (Missouri). Hij werd acteur, net als zijn broers William C. Beery en Wallace Beery. Noah Beery startte zijn carrière in de vaudeville. In 1915 maakte hij de overstap naar Hollywood om te acteren in films. Hij speelde in 1920 in The Mark of Zorro.
Hij maakte succesvol de overstap naar de geluidsfilm met onder meer een hoofdrol in She Done Him Wrong met Mae West en Cary Grant.
Noah Beery's zoon werd ook acteur. Hij nam als acteursnaam Noah Beery jr. aan. Na de dood van zijn vader in 1946 liet hij het achtervoegsel junior vallen.
Beery overleed op bezoek bij zijn broer Wallace op diens verjaardag in 1946. Hij ligt begraven op het Forest Lawn Memorial Park (Hollywood Hills).
- Biblioteca Nacional de España: XX1076855
- Bibliothèque nationale de France: cb14659814v (data)
- International Standard Name Identifier: 0000 0000 5921 8750
- Library of Congress Control Number: n87911718
- SNAC: w6s88wjp
- Système universitaire de documentation: 230410669
- Virtual International Authority File: 2732466
- WorldCat: E39PBJbtpmc8b3rF6YkkMHH9jC